# Caso de ciberacoso de Jessi Slaughter
El caso de ciberacoso de Jessi Slaughter fue un caso penal estadounidense que giró en torno a una niña de 11 años llamada Jessica Leonhardt (conocida en línea como «Jessi Slaughter» y «Kerligirl13»), cuyos videos cargados de blasfemias se volvieron virales en Stickam y YouTube en 2010. Los videos se hicieron en respuesta a las acusaciones de que un amigo había violado a Leonhardt y que Leonhardt había tenido una relación sexual con el cantante principal de la banda de electropop Blood on the Dance Floor, con un hombre llamado Dahvie Vanity (nombre real Jesús David Torres) mientras ellos eran menores de edad. Esto dio lugar a una campaña de acoso por teléfono e Internet contra Leonhardt y su familia, atribuida principalmente a usuarios de 4chan y miembros del grupo de Internet Anonymous. Comenzó un debate sobre los peligros del anonimato en Internet y si Internet es o no un entorno seguro para los menores y todas las personas en general.
Leonhardt declaró a The Independent en 2016: «Ni siquiera llamaría ciberacoso a lo que me pasó, fue directamente acoso y hostigamiento. Empezó como ciberacoso pero evolucionó rápidamente». Vanity ha negado en repetidas ocasiones todas las acusaciones en su contra. También ha negado conocer a Leonhardt o a cualquiera de las otras víctimas que le han acusado de agresión sexual, violación y abuso sexual de menores y ha declarado que Leonhardt tenía una enfermedad mental. La canción «You Done Goofed» del álbum Epic de la banda trata sobre Leonhardt y las supuestas experiencias de Vanity con ellos.
Asignada como mujer al nacer, Leonhardt luego se declaró transgénero y no binaria, ahora con el nombre de Damien Leonhardt. En 2018, acusaron a Vanity de abuso sexual infantil y violación en una publicación en la red social Tumblr durante su supuesta relación, cuando Leonhardt tenía 10 años. Un año después, otras 21 mujeres acusaron a Vanity de agresión sexual, abuso de menores y violación, y muchas de ellas dijeron que las agresiones se produjeron cuando tenían menos de la edad de consentimiento.

## Vídeos
Leonhardt empezó a hacer vídeos en YouTube cuando tenía 10 años, en los que hablaba de «moda, ropa y dramas locales que ocurrían en las escenas de las fiestas» y que subía a la webcam de su amigo. Leonhardt publicó su primer vídeo popular justo antes de su duodécimo cumpleaños en respuesta a dos afirmaciones hechas en StickyDrama y Myspace: la primera, que había sido víctima de una violación, y la segunda, que mantenía una relación sexual con un menor de edad, el cantante de la banda electrónica Blood On The Dance Floor, un hombre llamado Dahvie Vanity (de nombre real Jesus David Torres). El vídeo acabó siendo enlazado por usuarios de 4chan, que encontraron y difundieron el nombre real, el número de teléfono y la dirección de Leonhardt.  Leonhardt también respondió con ira a los comentarios que afirmaban que su relación con Vanity constituía estupro.
El acoso se intensificó después de que Leonhardt subiera un video que incluía a su padre, Gene Leonhardt, insultando y amenazando a los usuarios de 4chan que habían publicado información sobre Leonhardt, diciéndoles que habían «hecho el tonto» y que:

"You know what? I'm gonna tell you right now, this is from her father, you bunch of lying, no good punks! And I know who it's coming from, because I backtraced it! And I know who's emailing and who's doing it, and you've been reported to the cyber police and the state police! You better not write one more thing or screw with my computer again, you'll be arrested, end of conversation, from! her! father! And if you come near my daughter, guess what? Consequences will never, be, the same! You lying bunch of pricks!"
"¿Sabes qué? Te lo diré ahora mismo, esto es de su padre, ¡un montón de mentirosos, no buenos punks! ¡Y sé de quién viene, porque lo rastreé! Y sé quién está enviando un correo electrónico y quién lo está haciendo ¡Y te han denunciado a la policía cibernética y a la policía estatal! Será mejor que no escribas una cosa más ni vuelvas a joder mi computadora, ¡te arrestarán, fin de la conversación, de ¡su! padre! acércate a mi hija, ¿adivina qué? ¡Las consecuencias nunca serán las mismas! ¡Malditos mentirosos!

El video, que se tituló «You Dun Goofed Up», recibió más de 1 millón de visitas en YouTube en una semana. La reacción del padre de Leonhardt empeoró las burlas, y el vídeo de sus reacciones recibió más visitas que cualquiera de las grabaciones anteriores de Leonhardt, con varias citas de su discurso, "Consequences will never, be, the same!" y "You've been reported to the cyber police!" en particular, convirtiéndose en memes por sí mismos. Gene fue arrestado más tarde en marzo de 2011 por abusar de Leonhardt en una discusión cuando la golpeó, lo que le hizo sangrar e hinchar el labio, según un informe policial. Gene murió más tarde de un ataque al corazón mientras estaba bajo custodia en una estación de policía a principios de 2011.
Leonhardt declaró que había perdido a todos sus amigos como resultado del acoso. Debido al acoso, Leonhardt fue puesto bajo protección policial y la casa de la familia bajo vigilancia policial. Leonhardt se sometió a asesoramiento por acoso. En una entrevista posterior de Good Morning America, la familia reveló que han recibido hostigamiento, incluidas amenazas de muerte. El departamento del alguacil del Condado de Marion (Florida), dijo que estaba investigando acusaciones de que había fotos pornográficas de Leonhardt en línea. En represalia por la cobertura del caso por parte de Gawker, Gawker experimentó una serie de ataques DoS atribuidos a usuarios de 4chan.

### Parry Aftab acoso
Después de la entrevista de Good Morning America, la audiencia televisiva recibió consejos sobre cómo manejar el acoso cibernético (acoso y acoso en línea) del experto en privacidad en Internet Parry Aftab. Posteriormente, Aftab fue objeto de hostigamiento atribuido a los usuarios de 4chan en forma de bombardeos de Google con falsas acusaciones de agresión sexual infantil, distribución de información personal, llamadas telefónicas amenazantes y ataques DoS contra sus sitios web wiredsafety.org y aftab.com. Aftab canceló un informe de seguimiento de GMA que se emitiría al día siguiente debido al acoso.

## Reacciones
En Australia, los defensores de la censura en Internet invocaron el acoso para apoyar el filtrado obligatorio de contenidos. En Francia, L'Express describió el acoso como «arruinar la vida» de «un estadounidense en plena crisis adolescente», y France24 señaló que algunos estaban utilizando la controversia para afirmar que 4chan debería ser censurado.
El caso fue visto por BuzzFeed News en 2018 como un ejemplo de cómo las actitudes hacia el ciberacoso han cambiado desde 2010, con más énfasis en la víctima del abuso.

## Acontecimientos posteriores: acusaciones de agresión sexual
Los rumores de violación y abuso sexual por parte de Vanity habían estado circulando desde 2009. Los miembros de Blood on the Dance Floor Garrett Ecstasy, que dejó la banda en 2009, y Jayy Von Monroe, que dejó la band! en 2016, han descrito a Vanity como un depredador sexual. Jeffree Star y los miembros de New Years Day Ash Costello y Nikki Misery han declarado que observaron a Vanity tener un comportamiento sexual cuestionable o ilegal durante uno de los «Vans Warped Tours» y también durante un «All the Rage Tour 2012» alrededor de principios de la década de 2010.
El 2 de marzo de 2018, Leonhardt hizo una publicación en Tumblr en la que acusaron públicamente a Vanity de violación por primera vez.

### 2020
En marzo de 2020, Leonhardt le dijo al periodista Chris Hansen de To Catch A Predator que Vanity los agredió sexualmente en abril de 2009, cuando Leonhardt tenía 10 años y Vanity 24. Fueron entrevistados como parte del canal de YouTube de Hansen Have A Seat With Chris Hansen; Hansen describió a Leonhardt como la «víctima cero» de Vanity. Leonhardt dijo que estaban en una fiesta en la que estaba presente Vanity y mientras estaban en el baño de la casa, Vanity los obligó a practicarle sexo oral. Durante los siguientes 16 meses, Leonhardt declaró que Vanity los había violado violentamente bajo la apariencia de actividad sexual al estilo BDSM. En 2010, Leonhardt le dijo a un compañero de clase que Vanity había abusado de ellos, pero luego le dijo a Insider que usaron el término como una broma y vieron la relación como consentida. Leonhardt también afirmó que si no hubieran mencionado Vanity a sus compañeros de clase, —lo que llevó a que el caso se discutiera en línea—, el abuso habría continuado. Un año después, 21 mujeres acusaron a Vanity de agresión sexual, abuso de menores y violación, y muchas de las mujeres dijeron que los ataques habían tenido lugar cuando tenían menos de la edad de consentimiento. Esto llevó al FBI a iniciar una investigación sobre las acusaciones contra Vanity.